# Love & Life
Albums de Mary J. Blige
No More Drama
(2001) The Breakthrough
(2005)
Singles
1. Love @ 1st Sight
Sortie : 24 juin 2003
2. Ooh!
Sortie : 15 septembre 2003
3. Not Today
Sortie : 3 mars 2004
4. Whenever I Say Your Name
Sortie : 6 août 2004
5. It's a Wrap
Sortie : 29 octobre 2004

Love & Life est le sixième album studio de Mary J. Blige, sorti le 25 août 2003.
L'album s'est classé 1er au Billboard 200, au Top R&B/Hip-Hop Albums et au Top Internet Albums et a été certifié disque de platine par la Recording Industry Association of America (RIAA) le 2 octobre 2003.
En 2004, Mary J. Blige a remporté le Grammy Award de la « meilleure collaboration vocale pop » pour Whenever I Say Your Name en featuring avec Sting, et a reçu deux nominations dans les catégories « meilleur album RnB » et « meilleure performance vocale RnB féminine » pour Ooh! .

## Liste des titres
| No  | Titre                                        | Auteur | Contient un (des) sample(s) de            | Durée |
| --- | -------------------------------------------- | --- | ----------------------------------------- | ----- |
| 1.  | Love & Life Intro (featuring Diddy et Jay-Z) | Mary J. Blige, Shawn Carter, Dimitri Christo, Sean « Diddy » Combs, L. McCann                             |                                           | 2:48  |
| 2.  | Don't Go                                     | Blige, B. Miller, Deric « D-Dot » Angelettie, Combs, J. Williams, J. Mercer                               |                                           | 4:28  |
| 3.  | When We                                      | Blige, Mechalie Jamison, A. Creamer, Mario Winans, Combs, Marvin Gaye, Anna Gordy Gaye, Elgie Stover      | Just to Keep You Satisfied de Marvin Gaye | 3:36  |
| 4.  | Not Today (featuring Eve)                    | Blige, Miller, Andre Young, Theron Feemster, Mike Elizondo, Eve Jeffers                                   |                                           | 4:13  |
| 5.  | Finally Made It (Interlude)                  | Blige, Angelettie, Combs, R. Holland                                                                      |                                           | 1:39  |
| 6.  | Ooh!                                         | Blige, Jamison, Christo, Combs, Hamilton Bohannon                                                         | I Got to Have It d'Ed O.G. & Da Bulldogs  | 4:07  |
| 7.  | Let Me Be the 1 (featuring 50 Cent)          | Blige, Jamison, Curtis Jackson, M. Crosby, C. Sanchez, Combs, S. Barnes, George Clinton, T. Lindsey       | I'll Bet You des The Jackson 5            | 4:40  |
| 8.  | Love @ 1st Sight (featuring Method Man)      | Blige, Jamison, Winans, Combs, Clifford Smith, S. Jordan, Kamaal Fareed, Ali Jones-Muhammed, Malik Taylor | Hot Sex de A Tribe Called Quest           | 5:18  |
| 9.  | Willing & Waiting                            | Blige, Jamison, Creamer, David Lewis, W. Lewis                                                            | When Love Calls d'Atlantic Starr          | 4:19  |
| 10. | Free (Interlude)                             | Blige, Winans                                                                                             | To the Establishment de Lou Bond          | 2:04  |
| 11. | Friends                                      | Blige, S. Foote, M. Hasan, Tom Brock, R. Taylor, Barry White                                              | Mellow Mood (Pt. 1) de Barry White        | 4:02  |
| 12. | Press On                                     | Blige, K. Gist, C. Cofield, D. Crofts, J. Seals                                                           |                                           | 4:17  |
| 13. | Feel Like Makin' Love                        | Blige, Jamison, S. Jordan, Combs                                                                          |                                           | 4:42  |
| 14. | It's a Wrap                                  | Blige, Winans, Combs                                                                                      |                                           | 4:20  |
| 15. | Message in Our Music (Interlude)             | Blige, Robert Bell, George Brown, Robert Mickens, Claydes Smith, A. Taylor, Dennis Thomas, Rick Westfield | Summer Madness de Kool & the Gang         | 2:14  |
| 16. | All My Love                                  | Blige, Miller, D. Christo, Combs, D. Addrisi, R. Addrisi                                                  | Never My Love de Cal Tjader               | 4:16  |
| 17. | Special Part of Me                           | Blige, Combs, Winans                                                                                      |                                           | 4:33  |
| 18. | Ultimate Relationship (A.M.)                 | Donald Lawrence, S. White                                                                                 |                                           | 5:05  |

| 19. | Happy Endings                 | 5:00 |
| 20. | If I Didn't Love You This Way | 4:02 |

| 19. | Didn't Mean                                | Find a Way de A Tribe Called Quest | 3:43 |
| 20. | Whenever I Say Your Name (featuring Sting) |                                    | 5:25 |